# Breanna Stewart

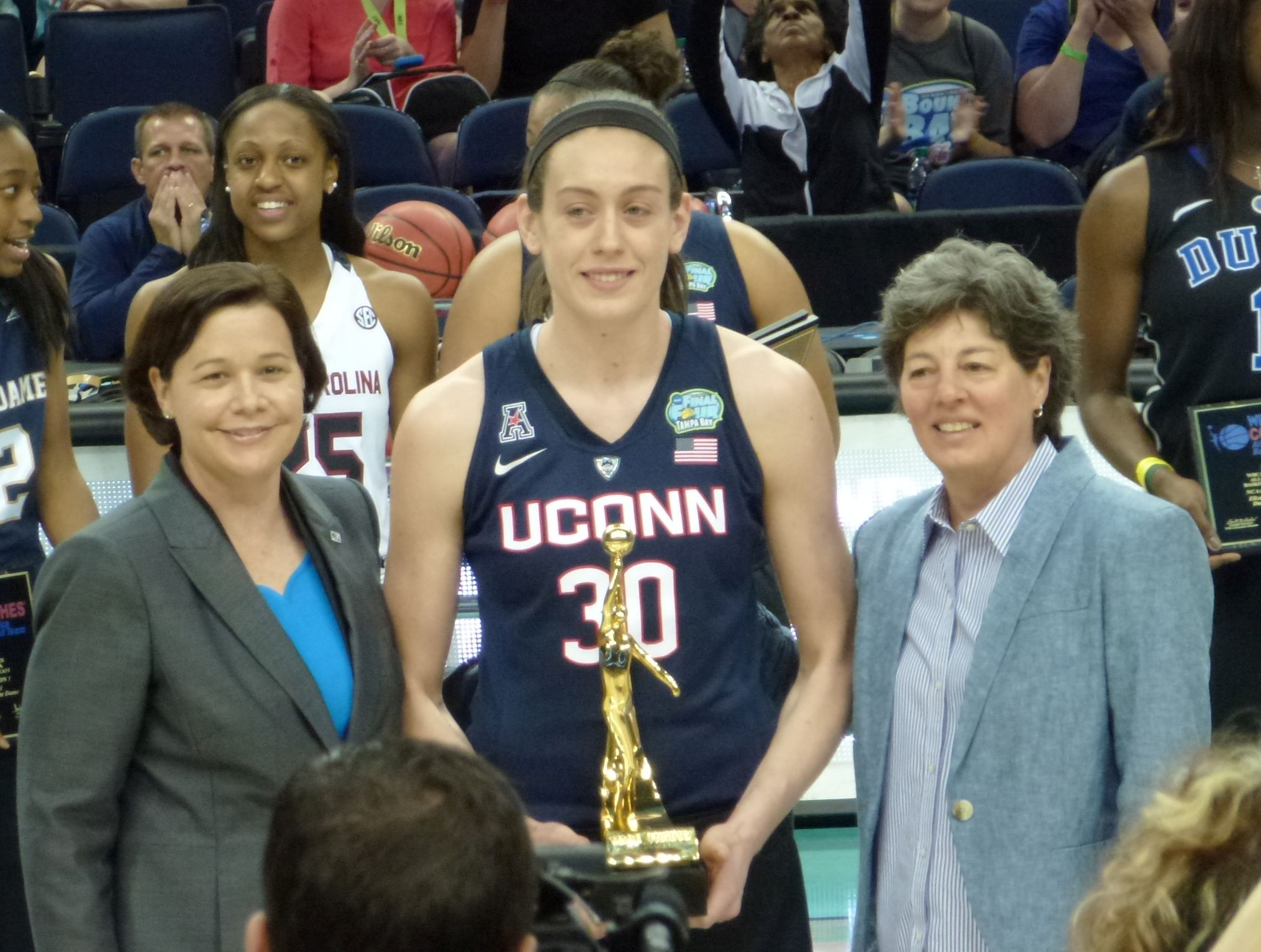
Breanna Stewart odbierająca Wade Trophy podczas konwencji WBCA w 2015 roku (Tampa Bay, Flryda).

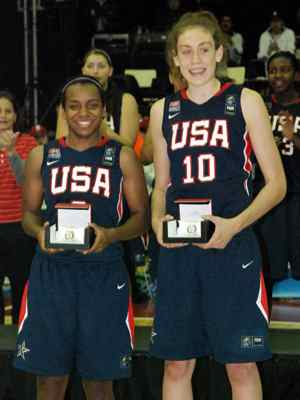
Ariel Massengale i Breanna Stewart, dwie z pięciu zawodniczek zaliczone do I składu turnieju mistrzostw świata U–19 (2011).

Breanna Mackenzie Stewart (ur. 27 sierpnia 1994 w Syracuse jako Breanna Mackenzie Baldwin) – amerykańska koszykarka występująca na pozycjach silnej skrzydłowej oraz środkowej, mistrzyni świata z 2014, od 2023 zawodniczka New York Liberty, klubu ligi WNBA.
Najmłodsza członkini kadry USA podczas igrzysk panamerykańskich w 2011 roku i jedyna zawodniczka z liceum. Została druga w historii amerykańskiej kadry zawodniczką ze szkoły średniej, która wystąpiła w Pan Am Games.
14 lutego 2020 dołączyła do UMMC Jekaterynburg. 1 lutego 2023 została zawodniczką New York Liberty.

## Osiągnięcia

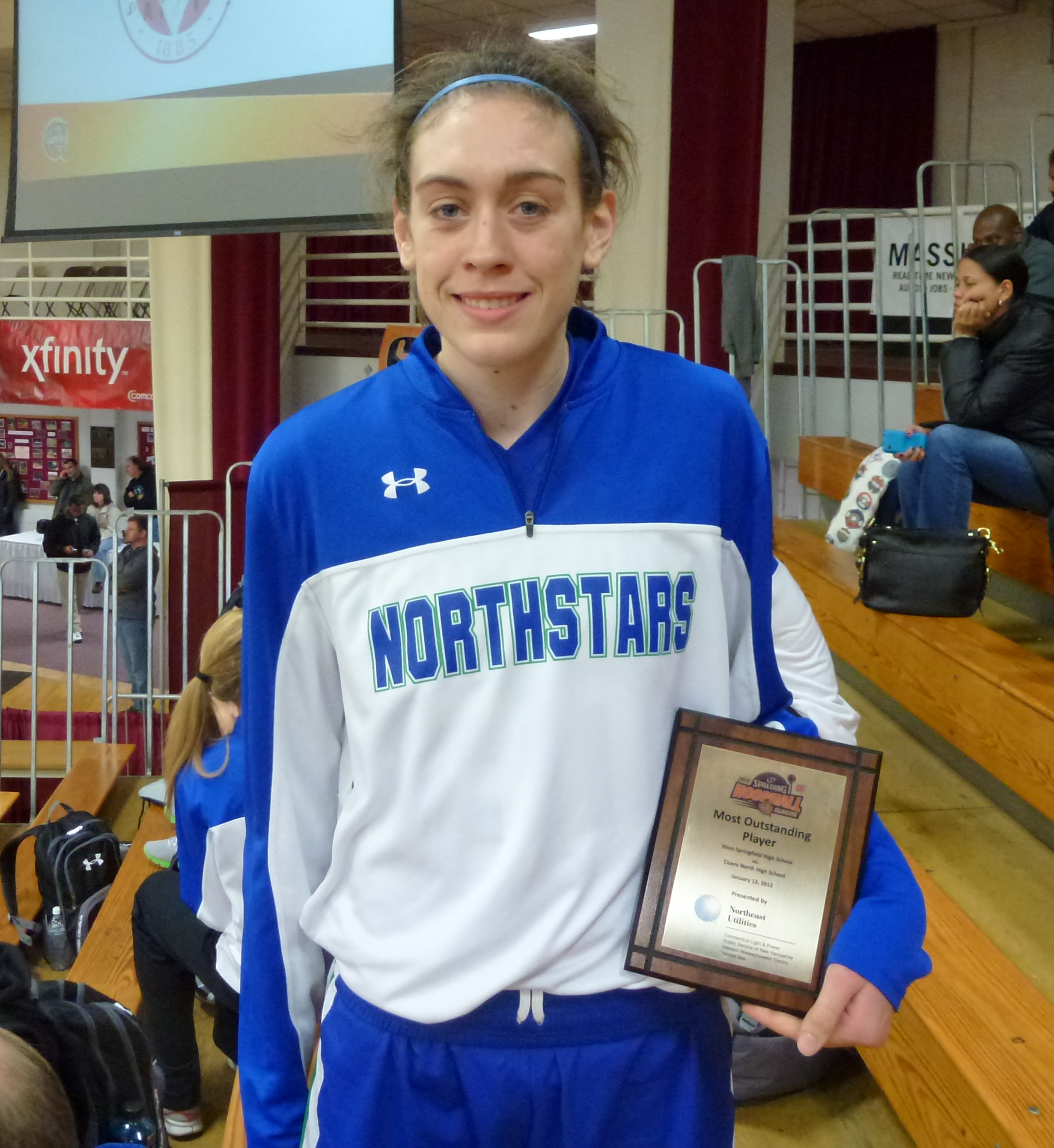
Breanna Stewart z nagrodą MOP turnieju HoopHall Classic (2012).

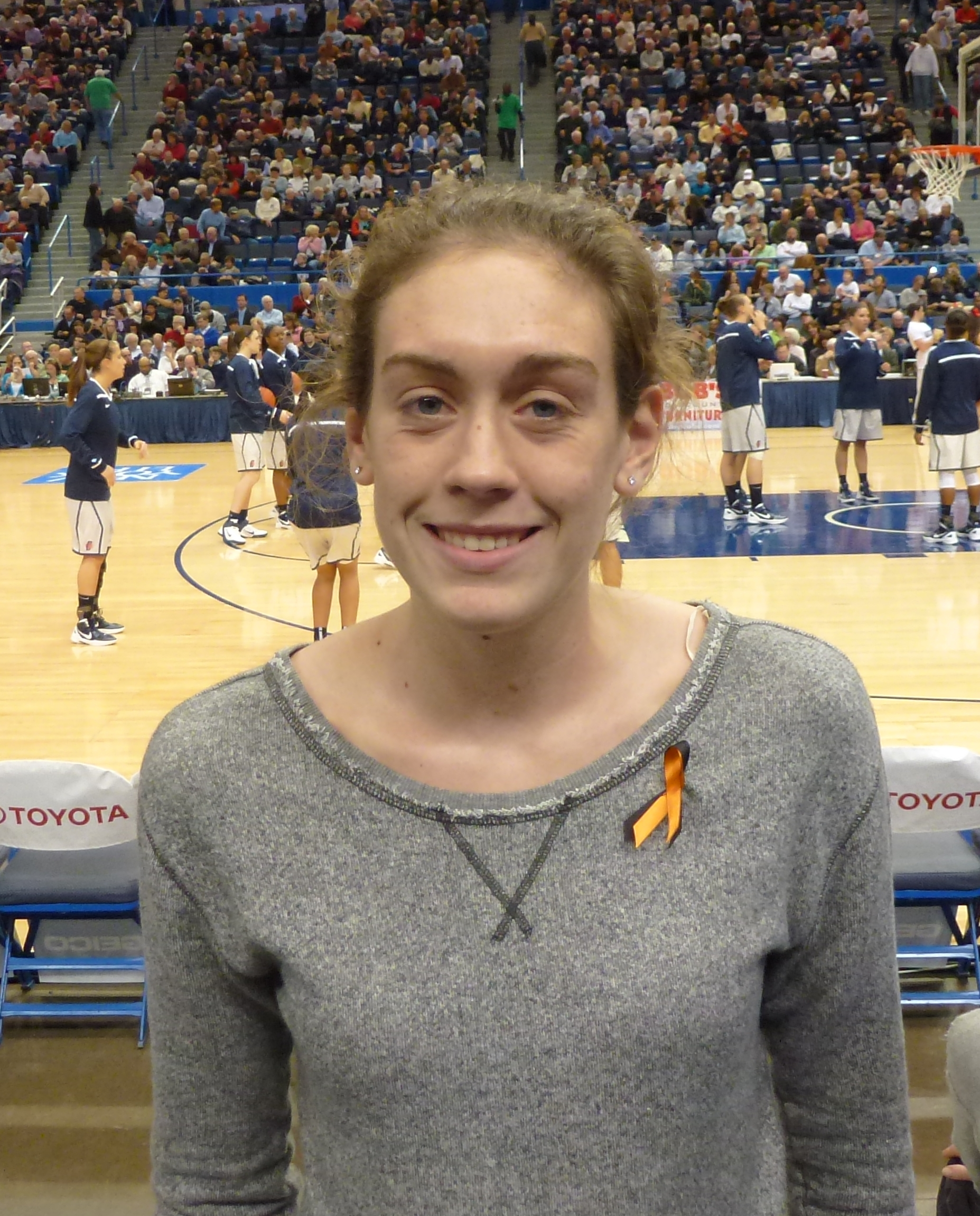
Stewart jako zawodniczka UConn.

Stan na 12 czerwca 2023, na podstawie, o ile nie zaznaczono inaczej.

### NCAA
- 4-krotna mistrzyni NCAA (2013–2016)
- Zawodniczka Roku:
  - NCAA:
    - im. Naismitha (2014–2016)[6]
    - im. Johna R. Woodena (2015, 2016)[7]
    - według USBWA (2014–2016)
    - według Associated Press (2014–2016)
    - według ESPN Writters (2014)
    - preseason według ESPNW (2013)

  - Konferencji American Athletic (AAC – 2014–2016)
- MOP (Most Outstanding Player):
  - Final Four NCAA (2013–2016)
  - turnieju regionalnego w:
    - Albany (2015)
    - Bridgeport (2016)
    - AAC (2014, 2016)
- MVP turnieju Paradise Jam (2013)
- Laureatka:
  - Honda Sports Award (2014–2016)
  - Wade Trophy (2015, 2016)
  - NCAA Senior CLASS Award (2016)
  - Ann Meyers Drysdale Award (2014–2016)
  - James E. Sullivan Award (2015)
- Wybrana do:
  - I składu:
    - All-American (2014–2016)
    - NCAA Final Four (2013)
    - turnieju AAC (2014–2016)
    - turnieju Big East (2013)
    - konferencji AAC (2014–2016)
    - pierwszoroczniaczek konferencji Big East (2013)

  - All-Big East Honorable Mention Team (2013)

### WNBA
- Mistrzyni WNBA (2018, 2020[8])
- Zdobywczyni pucharu Commissioner’s Cup champion (2021)[9]
- MVP:
  - sezonu WNBA (2018)
  - finałów WNBA (2018, 2020[8])[10]
  - pucharu Commissioner’s Cup (2021)
- Debiutantka Roku WNBA (2016)[11]
- Uczestniczka meczu gwiazd:
  - WNBA (2017, 2018)
  - kadra USA vs gwiazdy WNBA (2021)[12]
- Zaliczona do:
  - I składu:
    - WNBA (2018, 2020[13], 2021, 2022)[14]
    - debiutantek WNBA (2016)

  - II składu:
    - defensywnego WNBA (2016, 2020[15], 2021)[16]
    - WNBA (2016)

  - składu WNBA 25th Anniversary Team (2021)[17]
- Liderka strzelczyń WNBA (2022)

### Inne drużynowe
- Mistrzyni:
  - Euroligi (2021, 2023)
  - Turcji (2023)
  - Rosji (2021)
- Wicemistrzyni:
  - Euroligi (2019, 2022)
  - Rosji (2019)
- Finalistka:
  - Superpucharu Europy FIBA (2021)
  - Pucharu Rosji (2019)

### Inne indywidualne
(* – nagrody przyznane przez portal asia-basket.com)
- MVP:
  - Euroligi (2019)
  - Final Four Euroligi (2021, 2023)
- Defensywna zawodniczka roku chińskiej ligi WCBA (2017)*[18]
- Najlepsza skrzydłowa chińskiej ligi WCBA (2017)*[18]
- Laureatka nagrody Sports Illustrated Sportsperson of the Year (2020)
- Zaliczona do:
  - I składu*:
    - Euroligi (2023)
    - WCBA (2017)[18]
    - najlepszych zawodniczek zagranicznych WCBA (2017)[18]

  - II składu Euroligi (2021)[19]
- Liderka:
  - strzelczyń Euroligi (2019)
  - chińskiej ligi WCBA w blokach (2017)[18]

### Reprezentacja
Drużynowe
- Mistrzyni:
  - olimpijska (2016, 2020[20], 2024[21])
  - świata:
    - 2014, 2018, 2022[22]
    - U–19 (2011, 2013)
    - U–17 (2010)

  - Ameryki:
    - U–18 (2012)
    - U–16 (2009)
- Wicemistrzyni igrzysk panamerykańskich (2015)
- Uczestniczka:
  - igrzysk panamerykańskich (2011 – 8. miejsce, 2015)
  - kwalifikacji olimpijskich (2020)

Indywidualne
- MVP:
  - igrzysk olimpijskich (2020)[23]
  - mistrzostw:
    - świata:
      - 2018
      - U–19 (2013)

    - Ameryki U–18 (2012)
- Koszykarka Roku według USA Basketball– USA Basketball Female Athlete of the Year (2011, 2013, 2018)[24][25]
- Zaliczona do I składu:
  - igrzysk olimpijskich (2020[23], 2024[26])
  - mistrzostw świata:
    - 2018, 2022[22]
    - U–19 (2011, 2013)
- Liderka mistrzostw świata U–19 w blokach (2011)[27]